# 篠原武司
篠原 武司（しのはら たけし、1906年（明治39年）4月16日 - 2001年（平成13年）6月30日）は、昭和の鉄道技術者・官僚。元国鉄西部総支配人兼門司鉄道管理局長・鉄道技術研究所長・日本鉄道建設公団総裁。
東海道新幹線建設に際しては、新幹線構想の火付け役となった。また、後の整備新幹線につながる「全国高速鉄道網構築構想」も発表。本四架橋建設構想にもかかわっている。しかしリニアエクスプレス構想には懐疑的で、それよりも山梨県を通る従来方式の中央新幹線を作り、東海道新幹線への集中を緩和する方がよいと考えていた。篠原の回想録をまとめた高口は、篠原は「シビル・エンジニア」と呼ばれることを好んだとしている。

## 人物
1906年（明治39年）、東京江東区に生まれる。東京府立第一中学校（現・東京都立日比谷高等学校）、第一高等学校を経て、東京帝国大学工学部土木工学科に学ぶ。1923年（大正12年）9月1日に自宅で関東大震災に遭遇し、周囲が炎に囲まれる中を、毛布で包み隣家の大庭園にあった池に飛び込んで難を逃れた。1930年（昭和5年）3月に卒業して、鉄道省に入省。1937年（昭和12年）8月から1940年（昭和15年）11月まで陸軍鉄道第一連隊に所属して、徐州作戦にも従軍、金鵄勲章を受けている。なお鉄道省は、1943年（昭和18年）11月1日から運輸通信省 鉄道総局、1944年（昭和19年）11月1日から広島鉄道局施設部総務課長となって広島に赴任、翌年の1945年（昭和20年）5月19日から運輸省 鉄道総局、8月6日広島市内の宇品にあった鉄道局仮庁舎に出社した際に原爆投下に遭遇、窓ガラスは割れ2階の屋根は吹き飛ぶが、建物に入った直後だったことや、爆心地からやや離れていたことで命だけは助かったが、混乱する中で負傷者の救護や鉄道輸送の早期復旧に奔走した。1949年（昭和24年）6月1日から公共企業体日本国有鉄道と組織変更されている。
1950年（昭和25年）8月から1954年（昭和29年）1月まで、四国鉄道管理局長。この時、本州と四国を結ぶ橋を架けるべきと説いているが、具体化はしなかった。本州と四国を橋もしくはトンネルで結ぶという構想が真剣に検討されるようになったのは、篠原が局長職を去った翌年1955年（昭和30年）5月に紫雲丸事故が起こってからである。
1955年（昭和30年）10月より西部総支配人兼門司鉄道管理局長を務める。篠原はこの総支配人時代に関係する大阪鉄道管理局を説得して、京阪神地区を深夜に通過する寝台特急「あさかぜ」を走らせ、それまで22時間程度かかっていた東京・博多間を17時間25分で結ぶダイヤを実現させている。高速道路や航空路線が充実し始めて鉄道の斜陽化が懸念される時期であったが、篠原は旅客の安定的な大量輸送が可能な高速鉄道網に活路を見ていた。「高速鉄道で全国を結びたい」というのが篠原の夢だったのである。
1957年（昭和32年）、鉄道技術研究所所長に就任する。技研所長になると、研究所の環境整備と志気向上に心を砕いた。当時の研究所で行われていた基礎研究に詳しく目を通して、高速鉄道の可能性に着眼。技研50周年記念に合わせて高速鉄道に関する講演を開くことを発案した。演題は「超特急列車、東京 - 大阪間3時間への可能性」と決まった。
篠原はこの講演会冒頭挨拶で「新幹線構想」を世間に披露し、それまで国鉄内部で積み重ねられてきた基礎研究を総合すれば、東京・大阪間も3時間で結ぶことが技術的には可能である、これを実現するか否かは国民の皆さん次第である、と世間に強くアピールした。当時、国鉄の技術力は新幹線を実現するに十分の実力を蓄えるに至っており、島秀雄国鉄技師長は国鉄内部のコンセンサス形成を理詰めで着々と進めていた。十河信二国鉄総裁も大物政治家の理解を取り付けつつあった。
この講演会で高速鉄道に対する国民の関心が高まったことは、東海道新幹線の建設に大きな追い風となった。国鉄内部でも、この直後に「東海道幹線輸送増強調査会」が東海道本線の増強が必要であるとの結論を出している。これらの意味で篠原は「新幹線発案者」あるいは新幹線構想の「火付け役」とも言えるのである。
このころの技研の環境は劣悪だった。施設は浜松町、三鷹、国立などに分散し、浜松町は交通至便ながら建物は老朽化し手狭であった。国立は敷地だけは広かったものの、施設はほとんど整っていなかった。前任大塚誠之所長は、浜松町の拡充を考えていたが、島秀雄技師長は国立を本拠とすべきと考えていた。新所長に迎えられた篠原も島に同意見で、手狭な浜松町を出て、国立にしっかりした研究所を建設することを選んだ。新幹線建設に向けて、研究所の新棟建設は急務となった。篠原は主要メンバーを率いて世界の鉄道研究所を視察して回り、さっそく計画をまとめて1958年（昭和33年）10月起工し、東京工事局が約1年で主要施設を完成させると、すぐさま1959年（昭和34年）10月に研究所の移転が実施された（別館や講堂など、新研究所の施設すべてが完成したのは1960年（昭和35年）6月）。
1961年（昭和36年）10月、依願退職し、八幡製鐵に籍を置く。
1964年（昭和39年）3月、日本鉄道建設公団（鉄道公団）創設と同時に副総裁に就任。発足当時の鉄道公団は東海道・山陽新幹線建設にはかかわらず、主として地方新線の建設を担当した。一方、鉄道公団は国鉄が石田礼助総裁のもとで進めてきた青函トンネル調査工事を引き継ぎ、青函トンネルの先進導坑は鉄道公団の直轄工事として進められた。
1966年（昭和41年）5月、土木学会会長に就任（翌年5月退任）。翌1967年（昭和42年）5月、この土木学会総会の会長講演で「現在の鉄道の再編成」として全国高速鉄道網構築構想を発表する。これは、鉄道公団の副総裁としてではなく、土木学会に属する研究者としての発表であり、全国におよそ5200kmの新幹線網で結ぶというものである。篠原の回想録によれば、この構想に田中角栄自民党幹事長が強い関心を示し、1万kmほどの構想にまとめ直せないかと強く求めたという。その後1969年（昭和44年）4月、新全国総合開発計画（新全総）の答申があり、国が新幹線の整備を主導することとなり（cf.整備新幹線）、篠原の新幹線網構想は部分的に実現に向かい始める
1970年（昭和45年）3月から鉄道建設公団総裁。1970年（昭和45年）5月、全国新幹線鉄道整備法が制定され、ここで鉄道公団が新幹線の建設主体に加えられ、篠原は総裁としてその後の上越新幹線整備にかかわることになる。上越新幹線は1971年（昭和46年）着工（1982年（昭和57年）11月に営業運転開始）。
1971年（昭和46年）11月、青函トンネル本坑起工式が行われ、たびたびの出水に見舞われながらも本坑の工事は進められた（先進導坑貫通は1983年（昭和58年）、本坑貫通は1985年（昭和60年）。1974年（昭和49年）4月から日本トンネル協会会長（～1975年（昭和50年）4月）。1975年（昭和50年）5月、（社）日本トンネル技術協会会長（～1981年（昭和56年）5月）、のち顧問。
1979年（昭和54年）3月に総裁退官。
2001年（平成13年）6月30日、肺炎のため死去。

## 略年表
- 1930年（昭和5年）3月 - 東京帝国大学工学部土木工学科を卒業して、鉄道省に入省。改組に伴い日本国有鉄道に勤務。
- 1950年（昭和25年）8月 - 四国鉄道管理局長。このころ本州と四国を結ぶ橋を提案。
- 1955年（昭和30年）10月 - 西部総支配人兼門司鉄道管理局長、
- 1957年（昭和32年）1月 - 鉄道技術研究所所長に就任。
  - 同年5月 - 鉄道技術研究所創立50周年記念講演会「超特急列車、東京 - 大阪間3時間への可能性」を開催
- 研究所を浜松町から国立へ拡大移転
- 1961年（昭和36年）10月 - 依願退職し、八幡製鐵に籍を置く。
- 1962年（昭和37年）2月 - 工学博士
- 1964年（昭和39年）3月 - 日本鉄道建設公団創設と同時に副総裁に就任。
- 1966年（昭和41年）5月 - 1967年（昭和42年）5月、土木学会会長。
- 1967年（昭和42年）5月 - 土木学会総会にて「現在の鉄道の再編成」を講演。
- 1970年（昭和45年）3月 - 日本鉄道建設公団総裁に就任。
- 1974年（昭和49年）4月、1975年（昭和50年）4月 - 日本トンネル協会会長。
- 1975年（昭和50年）5月 - 日本トンネル技術協会会長に就任。
- 1979年（昭和54年）3月 - 日本鉄道建設公団総裁を退任。
- 1981年（昭和56年）5月 - 日本トンネル技術協会会長を退任し顧問となる。
- 2001年（平成13年）6月30日 - 肺炎のため死去。

## 著述
- 高口英茂との共著 『新幹線発案者の独り言―元日本鉄道建設公団総裁・篠原武司のネットワーク型新幹線の構想』石田パンリサーチ出版局 1992年 ISBN 4893520466

## 参考図書
- 篠原武司・高口英茂 『新幹線発案者の独り言―元日本鉄道建設公団総裁・篠原武司のネットワーク型新幹線の構想』石田パンリサーチ出版局 1992年 ISBN 4893520466
- 島秀雄『D51から新幹線まで』
- 角本良平『東海道新幹線』 (中公新書) 中央公論社 1964年4月
- 柳井潔『証言記録 国鉄新幹線』 新人物往来社 1985年 ISBN 4404013175
- 碇 義朗『超高速に挑む―新幹線開発に賭けた男たち。』文藝春秋 1993年
- 『図説 新幹線全史』学習研究社 2003年